# Vànkino
Vànkino (en rus: Ванькино) és un poble del krai de Perm, a Rússia, que el 2016 tenia 300 habitants. Hi ha set carrers.